# Norrtelje Teknik- och Naturbruksgymnasium
Norrtelje Teknik- och Naturbruksgymnasium är en fristående gymnasieskola i Norrtälje som startade år 2000.
Till höstterminen 2020 kommer skolan att byta namn till Skärgårdsgymnasiet Norrtälje. Anledningen till namnbytet är att skolans nu har fler utbildningar än vad namnet antyder.
Den 1 augusti 2019 tog Au Claves AB över huvudmannaskapet för Norrtelje Teknik- och Naturbruksgymnasium. Au Claves AB har drivit Skärgårdsgymnasiet i Åkersberga sedan 2007.

## Utbildningar
- Naturbruksprogrammet - Hästskötare, Lantbruk och smådjur
- El och energiprogrammet - Data och kommunikation, Energi och Elektriker
- VVS och Fastighetsprogrammet - VVS montör, Fastighetsskötare och Kyl och värmepumpstekniker
- Teknikprogrammet - Informationsteknik, Flyg och Arkitekt